# Margarita García Robayo
Margarita García Robayo (Cartagena, 1980) es una escritora colombiana radicada en Argentina.

## Biografía
Nacida en Cartagena, Colombia, García Robayo se fue del país en 2004 para vivir entre Europa y América hasta que en 2012 se radicó en Argentina.
En 2009 publicó su primer libro, la colección de cuentos Hay ciertas cosas que una no puede hacer descalza. Tres años más tarde, publicó su primera novela Hasta que pase un huracán.
Entre 2010 y 2014 dirigió la Fundación Tomás Eloy Martínez. Ese último año recibió el Premio Casa de las Américas por la colección de cuentos Cosas peores.
Sus libros han sido publicados en Argentina, Chile, Colombia, México, Perú, España, Cuba e Italia y ha sido traducida al inglés y al italiano. Ha colaborado con los periódicos El Universal en Colombia y Clarín en Argentina. Para este último creó el blog Sudaquia, que obtuvo numerosos reconocimientos.
En 2024 publicó su primer libro de ensayos autobiográficos, El Afuera.

## Obras

### Cuentos
- Hay ciertas cosas que una no puede hacer descalza (Planeta, Buenos Aires: 2009. Reeditado en Destino, Barcelona: 2010).[6]
- Las personas normales son muy raras (Pluma de Mompox, Cartagena de Indias: 2011. Reeditado en Arlequín, Zapopan: 2012).[7]
- Orquídeas (Nudista, Buenos Aires: 2012).[8]
- Cosas peores (Fondo Editorial Casa de las Américas, La Habana: 2014. Reeditado en Seix Barral, Buenos Aires: 2015; y en Alfaguara, Bogotá: 2016).[9]
- Primera persona (Pesopluma, Lima, 2017. Reeditado en Laguna Libros, Bogotá, 2018, y Tránsito, Madrid, 2018).
- Alegría, ilustrado por la artista ecuatoriana Power Paola (Páginas de espumas, España, 2024). [10]

### Novelas
- Hasta que pase un huracán (Tamarisco, Buenos Aires: 2012. Reeditado en Laguna Libros, Bogotá: 2015).[11]
- Lo que no aprendí (Planeta, Buenos Aires: 2013. Reeditado en Malpaso, Barcelona: 2014).
- Tiempo muerto (Alfaguara, Buenos Aires, 2017)[12]
- La Encomienda (Editorial Anagrama, 2023)

## Premios y reconocimientos
- 2014: Premio Casa de las Américas por Cosas peores.[2]
- 2015: Finalista del Premio Biblioteca de Narrativa Colombiana por Lo que no aprendí.